# Справа про чорну ропу (роман)
«Справа про чорну ропу» — роман української письменниці Наталії Тисовської, опублікований у 2024 році. Здобув першу премію літературного конкурсу «Коронація слова» (2022) і спеціальну відзнаку «Золотий пістоль» за найкращий гостросюжетний твір.
Твір є Книгою 1 з циклу «Розшукове бюро Ореста Лінинського». Наступна Книга 2 називатиметься «Справа про експропріацію» (анонс про неї є у Книзі 1).

## Сюжет
Епіграф до твору:
|                                    | Аж десь по двох роках, он торік весною, — видобуто з одної старої ями кості... |
| — Іван Франко, «Борислав сміється» |                                                                                |

Події здебільшого відбуваються у місті Старий Самбір навесні 1905 року (у той час місто було частиною Австро-Угорщини). Повертаючись зі Львова додому на канікули, студент Орко Лінинський на вокзалі стає свідком смерті дівчини, яка здалася йому знайомою. Ввечері до сім'ї Лінинських приходять жандарми й заарештовують Оркову сестру Дору за підозрою в отруєнні колишньої однокласниці. Орко починає шукати іншого підозрюваного, щоб врятувати сестру від в'язниці, і в результаті тривалого власного розслідування виявляє справжнього вбивцю. Події частково відбуваються у Бориславі і Дрогобичі, куди їздив Орко Лінинський.

## Персонажі
Орест (Орко) Лінинський — 19-річний студент Францишканського (Львівського) університету родом зі Старого Самбора (Міста).
Миколай Лінинський — батько Ореста Лінинського. Працював у кушнірському цеху Старого Самбора.
Нуся Лінинська — мати Ореста Лінинського.
Теодора (Дора) Лінинська — 16-річна сестра Ореста Лінинського. Мешкала разом з батьками у Старому Самборі. Навчалась у 6-класній старосамбірській жіночій школі. Її підозрювали у вбивстві Марії Фугль.
Кароліна (Каролька) Лінинська — сестра Ореста Лінинського. Мешкала з чоловіком Івасем і дітьми (4-річна Нуся і 3-річний Амбросько) у Самборі. Грала на фортепіано.
Михайло (Михась) Лінинський — молодший брат Ореста Лінинського. Мешкав разом з батьками у Старому Самборі.
Нерка — вівчарка сім'ї Лінинських.
Фрузя — кітка сім'ї Лінинських.
Параскевія (Параска) Шемердяк — 50-річна служниця сім'ї Лінинських, бездітна вдова, її чоловік загинув у Боснії. Виростила усіх дітей Лінинських.
Роман (Ромцьо) Стрілецький — друг Ореста Лінинського родом зі села Гуманця. Вони разом навчалися у гімназії міста Самбора; після виключення зі самбірської гімназії Роман навчався у вищій гімназії міста Дрогобича.
Неоніла (Ніля) Зиблікевич — 16-річна подруга Теодори Лінинської, мешкала на Посадці.
Марія (Маруська) Фугль (Фуглівна) — однокласниця і подруга Теодори Лінинської родом з Посади Горішньої. Покинула школу і поїхала працювати до Борислава в Натана Бляна. Померла від отруєння аршеником (миш'яком).
Яцько Фугль — батько Марії Фугль.
Галина (Галинка) Трубкевич — сусідка і подруга Марії Фугль.
Ілько Мигаль — наречений Марії Фугль родом з села Стрільбичі. Працював ріпником (нафтовиком) у Бориславі.
Яруська Бущакова («Бущачка») — найближча сусідка Лінинських.
Юзеф Ярема (доктор Ярема, вуйко Юсько) — адвокат, зокрема і Теодори Лінинської, доктор права.
Стефанія Ярема — дружина Юзефа Яреми.
Станіслав Обушкевич — місцевий лікар і ветеринар.
Миросько Гречин — свідок у справі вбивства Марії Фугль.
Юзеф Ґротовський — власник аптеки у Старому Самборі, свідок у справі вбивства Марії Фугль.
Осипко Сиґерич — друг Ореста Лінинського. Працював меблярем.
Арон Блян — колишній власник чотирьох нафтових вишок (шиб) у Бориславі. Похований у Старому Самборі, звідки походив.
Шарона Блян — вдова Арона Бляна. Жила у Старому Самборі.
Натан Блян — син Арона і Шарони Блянів. Підприємець, жив у Бориславі. Був одружений з жінкою Рахілею, яка померла під час передчасних пологів.
Теофіль Карачевський (вуйко Фільо) — працював (ад'юнктом) у повітовому суді.
Станіслав Лесєвич — слідчий суддя повітового суду.
Янек-старший Ломницький — власник нафтових вишок (шиб) у Бориславі. Жив у Старому Самборі.
Янек-молодший Ломницький — син Янка-старшого Ломницького.
Прокуратор Стемерович — місцевий прокурор.

## Мовні особливості твору
«Справа про чорну ропу» відтворює мовні й культурні особливості підавстрійської України початку ХХ століття, зокрема української, польської та єврейської спільнот.
У творі вжито чимало застарілих понять і діалектизмів, а наприкінці є словник. Наприклад, чорна ропа означає нафту, мордерство — вбивство, студня — криниця, фактор — маклер, та ін.